# San Carlos (Panamá Oeste)
San Carlos es un corregimiento y ciudad cabecera del distrito de San Carlos en la provincia de Panamá Oeste, República de Panamá. La localidad tiene 3.578 habitantes (2010).
En esta ciudad se encuentra el mayor movimiento comercial y económico del distrito, destacándose como el lugar donde se encuentran las principales instituciones públicas, hospitalarias y autoridades del corregimiento y del distrito.

## Geografía
El territorio colinda al este con el corregimiento de San José, al oeste con el corregimiento de La Ermita, al norte con el corregimiento de El Espino y al sur con el Océano Pacífico.
En su geografía corren 3 ríos de los cuales el principal es el Matahogado del cual se abastece el acueducto de agua potable del corregimiento.

## Economía
Su principal actividad económica es la pesca, la ganadería y la agricultura. Sus otras fuentes de ingresos son el Turismo.
Las temperaturas son generalmente húmedas, entre los 27 °C y 34 °C durante todo el año.

## Vías de comunicación
La distancia en carretera entre San Carlos y la ciudad de Panamá es de 98 km.
Su principal vía de comunicación y medio que lo conecta con el resto del país es la Carretera Panamericana que atraviesa su geografía de este a oeste.